# Corazón roto

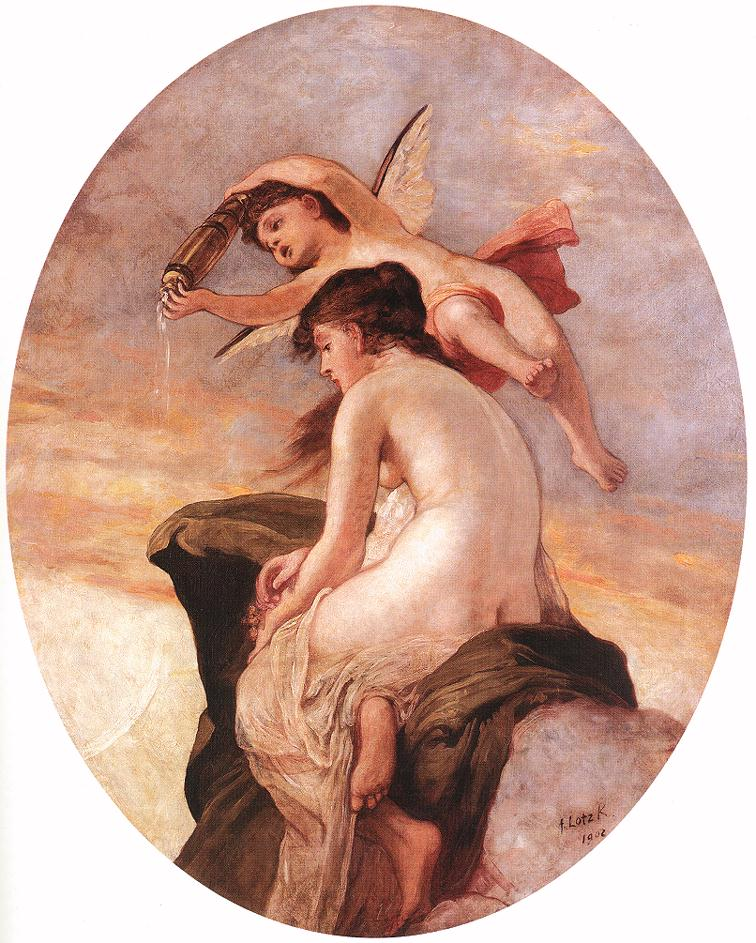
La bella Psique de la mitología griega, añorando a su amante, Eros.

El símbolo del corazón partido por la mitad, un símbolo de corazón roto.

Un corazón roto o corazón destrozado es una metáfora común que hace referencia al intenso dolor emocional o sufrimiento que se manifiesta después de haber perdido a un ser querido, ya sea a través de la muerte, divorcio, separación, traición o rechazo romántico.
El desamor se asocia generalmente con la pérdida de un familiar o cónyuge, aunque la pérdida de un padre, hermano, hijo, mascota, amante o amigo cercano pueden «romper el corazón», y se experimenta con frecuencia durante el dolor y duelo. La frase se refiere al dolor físico que uno puede sentir en el pecho como consecuencia de la pérdida, aunque también, por extensión, incluye el trauma emocional de la pérdida, aun cuando no se experimenta como dolor somático. Aunque el desamor ordinario no implica ningún defecto físico en el corazón, hay una condición conocida como miocardiopatía de takotsubo (síndrome de corazón roto), donde un incidente traumático estimula al cerebro para distribuir productos químicos que debilitan el tejido del corazón.